# Victor Fayod
Victor Fayod est un mycologue suisse, né le 23 novembre 1860 à Salaz (commune d´Ollon) et mort le 28 avril 1900 à Bex.
Il étudie à Lausanne puis à Zurich. Il travaille d’abord auprès d’Heinrich Anton de Bary (1831-1888) à Strasbourg de 1881 à 1882, puis comme précepteur. Il assiste également André Chantemesse (1851-1919)  à Paris. Il s’intéresse principalement aux Hyménomycètes.

## Source
- Heinz Balmer, « Victor Fayod » dans le Dictionnaire historique de la Suisse en ligne, version du 11 février 2005.